# 오하드 크놀레르
오하드 크놀레르(히브리어: אוהד קנולר, 1976년 9월 28일 ~ )는 이스라엘의 배우이다.

## 출연 작품
- 뮌헨 (2005) - 특공대 역
- 거품 (2006) - 노암 역
- 보포트 (2007) - 지브 파란 역
- 요시 (2012) - 요시 역
- 히어 아 엠... 데어 유 아... (2013)
- 사랑과 어둠의 이야기 (2015) - 이스라엘 자르치 역
- 오퍼레이티브 (2019) - 스테판 역